# 玛尔塔·瓦尔奇凯维奇
玛尔塔·瓦尔奇凯维奇（波蘭語：Marta Walczykiewicz，1987年8月1日—），波兰女子皮划艇运动员。她曾代表波兰参加2012年、2016年和2020年夏季奥林匹克运动会皮划艇比赛，其中2016年奥运会获得一枚银牌。